# Coenonympha muonioënsis
Coenonympha muonioënsis är en fjärilsart som beskrevs av Lingonblad 1950. Coenonympha muonioënsis ingår i släktet Coenonympha och familjen praktfjärilar. Inga underarter finns listade i Catalogue of Life.